# Hospital El Pino (métro de Santiago)
Hospital El Pino est une station de métro à San Bernardo, dans la province de Maipo, au Chili. Terminus de la ligne 2 du métro de Santiago, elle a ouvert le 27 novembre 2023.